# Natipong Sritong-In
Natipong Sritong-In (en tailandés: เนติพงษ์ ศรีทองอินทร์; Bangkok, Tailandia; 8 de septiembre de 1972) es un exfutbolista y entrenador de fútbol de Tailandia que jugaba en la posición de delantero.

## Carrera

### Club
| Periodo   | Club                   |
| --------- | ---------------------- |
| 1991-1993 | Olympique Noisy-le-Sec |
| 1994      | Bangkok Bank FC        |
| 1994–1997 | Thai Farmers Bank FC   |

### Selección nacional
Jugó para Tailandia en 55 ocasiones de 1994 a 1997 y anotó 25 goles; ganó dos medalla de oro en los Juegos del Sudeste Asiático y el Campeonato de la AFF en una ocasión. También participó en la Copa Asiática 1996.

### Entrenador
| Periodo   | Club       |
| --------- | ---------- |
| 2017–2018 | Kalasin FC |
| 2018      | Navy FC    |

## Logros

### Clubs
- Asian Club Championship: 1994, 1995
- Copa Kor Royal: 1995
- Queen's Cup: 1994, 1995
- Afro-Asian Club Championship: 1994

### Internacional
- Sea Games: 1995, 1997
- ASEAN Football Championship: 1996
- King's Cup: 1994

### Individual
- Goleador del ASEAN Football Championship: 1996
- Goleador de la Asian Super Cup: 1995

## Estadísticas

### Goles con selección nacional
| #   | Fecha      | Sede                  | Rival     | Resultado | Torneo                                               |
| --- | ---------- | --------------------- | --------- | --------- | ---------------------------------------------------- |
| 1.  | 10-12-1995 | Chiang Mai, Tailandia | Vietnam   | 3–1       | 1995 Southeast Asian Games                           |
| 2.  | 10-12-1995 | Chiang Mai, Tailandia | Vietnam   | 3–1       | 1995 Southeast Asian Games                           |
| 3.  | 12-12-1995 | Chiang Mai, Tailandia | Camboya   | 9–0       | 1995 Southeast Asian Games                           |
| 4.  | 16-12-1995 | Chiang Mai, Tailandia | Vietnam   | 4–0       | 1995 Southeast Asian Games                           |
| 5.  | 16-12-1995 | Chiang Mai, Tailandia | Vietnam   | 4–0       | 1995 Southeast Asian Games                           |
| 6.  | 9-2-1996   | Bangkok, Tailandia    | Finlandia | 1–0       | King's Cup 1996                                      |
| 7.  | 16-2-1996  | Bangkok, Tailandia    | Finlandia | 5–2       | King's Cup 1996                                      |
| 8.  | 16-2-1996  | Bangkok, Tailandia    | Finlandia | 5–2       | King's Cup 1996                                      |
| 9.  | 16-2-1996  | Bangkok, Tailandia    | Finlandia | 5–2       | King's Cup 1996                                      |
| 10. | 27-6-1996  | Bangkok, Tailandia    | Maldivas  | 8–0       | 1996 Asian Cup qualification                         |
| 11. | 27-6-1996  | Bangkok, Tailandia    | Maldivas  | 8–0       | 1996 Asian Cup qualification                         |
| 12. | 27-6-1996  | Bangkok, Tailandia    | Maldivas  | 8–0       | 1996 Asian Cup qualification                         |
| 13. | 7-7-1996   | Singapur              | Birmania  | 7–1       | 1996 Asian Cup qualification                         |
| 14. | 9-7-1996   | Singapur              | Singapur  | 2–2       | 1996 Asian Cup qualification                         |
| 15. | 2-9-1996   | Singapur              | Filipinas | 5–0       | 1996 Tiger Cup                                       |
| 16. | 2-9-1996   | Singapur              | Filipinas | 5–0       | 1996 Tiger Cup                                       |
| 17. | 6-9-1996   | Singapur              | Brunéi    | 6–0       | 1996 Tiger Cup                                       |
| 18. | 6-9-1996   | Singapur              | Brunéi    | 6–0       | 1996 Tiger Cup                                       |
| 19. | 8-9-1996   | Singapur              | Malasia   | 1–1       | 1996 Tiger Cup                                       |
| 20. | 13-9-1996  | Singapur              | Vietnam   | 4–2       | 1996 Tiger Cup                                       |
| 21. | 13-9-1996  | Singapur              | Vietnam   | 4–2       | 1996 Tiger Cup                                       |
| 22. | 9-2-1997   | Bangkok, Tailandia    | Japón     | 1–1       | King's Cup 1997                                      |
| 23. | 9-3-1997   | Bangkok, Tailandia    | Hong Kong | 2–0       | Clasificación para la Copa Mundial de Fútbol de 1998 |
| 24. | 30-2-1997  | Hong Kong             | Hong Kong | 2–3       | Clasificación para la Copa Mundial de Fútbol de 1998 |
| 25. | 12-10-1997 | Yakarta, Indonesia    | Camboya   | 4–0       | Juegos del Sudeste Asiático 1997                     |